# 裴李崗文化
裴李崗文化（公元前7000年–前5000年）是中國黃河中游地区的新石器時代文化，在仰韶文化之前，由于最早在河南新郑的裴李岗村发掘并认定而得名。裴李岗遗址由当地村民李改明发现。该文化的分布范围，以新郑为中心，东至河南东部，西至河南西部，南至大别山，北至太行山。重要遗址还包括临汝中山寨遗址、长葛石固遗址、新密莪沟北岗遗址等。
综合中国社会科学院考古研究所放射性实验室碳14测定，裴李岗文化的年代在距今约9000年前至7000年前之间，可能跨越约2000年左右。

## 断代
裴李崗文化可以分为三期：
- 第一期（公元前6470年至5800年）：多见于豫中，包括贾湖遗址、裴李岗遗址、唐户遗址、石固遗址、莪沟北岗遗址、水泉遗址、沙窝李遗址
- 第二期（公元前5800年至前5500年）：西达豫西孟津，东到中牟，包括瓦窑嘴遗址、中山寨遗址、王城岗遗址、宋庄遗址、朱寨遗址、高崖遗址
- 第三期（公元前5500年至前5000年）：与第一期重合度比较高，包括贾湖遗址、裴李岗遗址、石固遗址、水泉遗址、沙窝李遗址、瓦窑嘴遗址

## 发掘
從考古挖掘的出土文明來看，當地人已經懂得畜牧和耕種，會在田裡種植小米，又會在家裡養豬。而當地文明亦是現時中國已知的最早期陶器文明。
陶器以泥质红陶数量最多，夹砂红陶和泥质灰陶也有发现。陶器均为手制，大多为泥条盘筑。有纹饰的器物较少。石器以磨制为主，有石铲、石斧、石镰、石磨盘等。
房屋均为半地穴式建筑，以圆形为主，亦有较少的方形房屋，有阶梯式门道。

## 參看
- 贾湖遗址
- 仰韶文化
- 龍山文化